# Koos de la Rey
Koos de la Rey, de son vrai nom Jacobus Herculaas de la Rey (né le 22 octobre 1847, décédé le 15 septembre 1914), était un homme politique et un général boer, héros de la première et de la seconde guerre des Boers dont il fut l'un des plus talentueux stratèges militaires. 

## Biographie

### Origines et jeunesse
Né dans une ferme près de Winburg, dans l'État libre d'Orange, d'ascendance espagnole, huguenote et néerlandaise, il est le fils d'Adrianus Johannes de la Rey et de Adriana (née) van Rooyen. 
Il passe son enfance près de Lichtenburg au Transvaal. Il est d'abord coursier avant de venir travailler dans les mines de Kimberley.

### Un fermier charismatique du Transvaal
Il se marie avec Jacoba Elizabeth Greeff et devient fermier à Elandsfontein où il élève ses dix enfants. Profondément religieux, il démontre un certain charisme et adopte une allure de patriarche.
Il combat en 1865 et en 1876 contre les Basotho et ne participe que de peu à la première guerre des Boers (1877-1881) en suppléant Piet Cronjé au siège de Potchefstroom.

### Député au Volksraad
En 1883, il est élu au parlement du Transvaal pour le district de Lichtenburg. Il est membre de la faction progressiste du parlement sous la férule du général Piet Joubert avec lequel il s'oppose à la politique de Paul Kruger concernant le statut des uitlanders. 

### La guerre des Boers

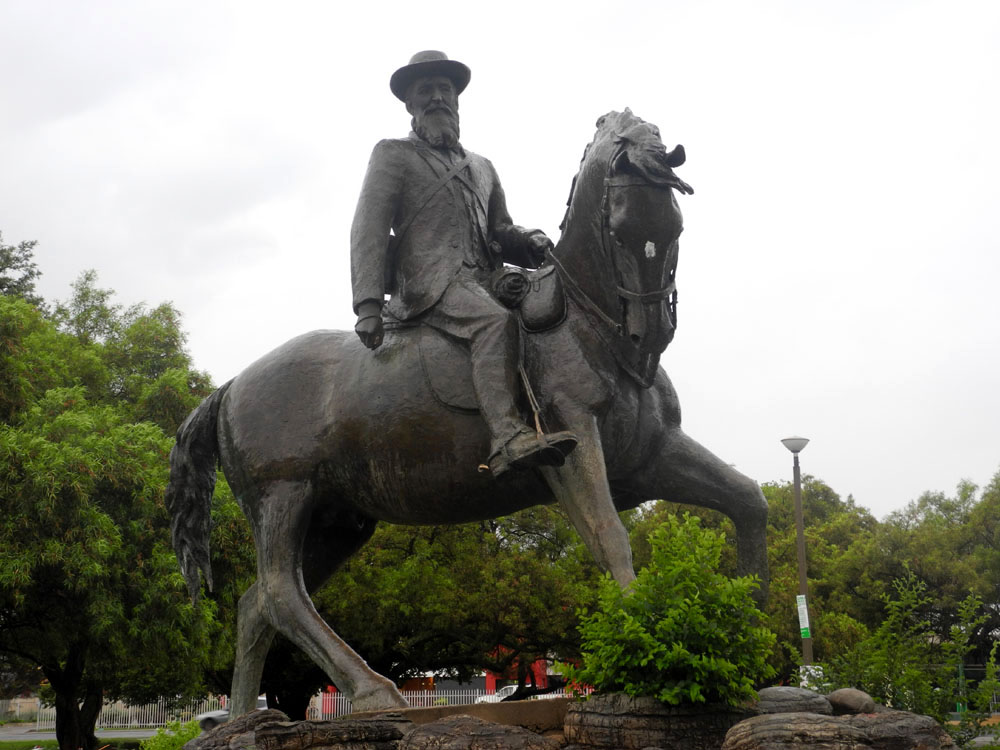
Statue de Koos de la Rey sur son cheval Bokkie. Œuvre originale de Hennie Potgieter, située General De la Rey Square à Lichtenburg

Lors de la guerre des Boers, il devient un des militaires les plus en vue et une figure du nationalisme afrikaner bien qu'il ait été l'un des parlementaires les plus opposés à l'entrée en guerre contre les Britanniques. Nommé général de l'État libre d'Orange en 1899, il est placé sous les ordres de Cronjé qui commande le front Ouest. De la Rey conseille la mobilité à son chef, mais en vain. Bientôt, les deux hommes s'opposent à propos de l'inutilité du siège de Mafeking où, pour tenter de réduire une petite garnison britannique coupée de ses arrières, Cronjé immobilise une bonne partie de son armée. De la Rey finit par se séparer de Cronjé, de plus en plus obstiné et qui sera, par sa faute, cerné par les Britanniques et forcé de capituler.
Au mois de mars 1900, De la Rey tente de ralentir la marche de Lord Roberts vers Bloemfontein puis vers Pretoria. Durant la phase suivante de la guerre, celle de la guérilla, De la Rey va donner toute la mesure de ses capacités. Inventeur de la stormjag, il sème la terreur chez les Britanniques, usant contre eux de la surprise et de la rapidité. À la tête de six kommandos, il frappe partout à la fois dans la zone de l'Ouest-Transvaal qui lui a été attribuée (Ysterspruit, Tweebosch etc.). En 1901, les Britanniques font leurs premières propositions de paix alors que les civils boers sont entassés et meurent dans les camps de concentration. À la fin de l'année, De la Rey a réussi à mettre toutes les forces britanniques du secteur sur la défensive. Le 7 mars 1902, il capture même au cours de la bataille de Tweebosch le général Methuen qui les commande.
À sa demande, Lord Kitchener rencontre Koos de la Rey à Klerksdorp le 11 mars 1902 en vue de discuter de la cessation des hostilités et de la paix. De la Rey fut favorablement impressionné par Kitchener et se fit l'avocat de la paix lors des négociations de Vereeniging. 
Le traité de Vereeniging fut signé à Pretoria le 31 mai 1902, mettant fin à la guerre des Boers. Ceux-ci obtenaient des compensations financières et l'assurance de retrouver un gouvernement autonome pour leurs républiques.

### Un défenseur de la cause sud-africaine
Après la guerre, de la Rey se rendit en Europe avec Louis Botha et Christiaan de Wet pour lever des fonds afin d'aider les Boers dont les terres avaient été dévastées. 
En 1903, il est en Inde puis à Ceylan où sont internés de nombreux prisonniers de guerre sud-africains. Il revient ensuite auprès de sa femme et de ses enfants. En 1907, il est élu au nouveau parlement de la colonie du Transvaal et devient l'un des délégués à la convention nationale qui adoptera par la suite la constitution de l'Union de l'Afrique du Sud. De la Rey devient un sénateur du nouveau dominion, partisan de Louis Botha dans sa volonté d'unir les Boers et les Britanniques. 

### Un partisan de la neutralité lors du premier conflit mondial
Le ralliement de Louis Botha aux Britanniques lors du déclenchement de la Première Guerre mondiale, alors que les Boers penchaient pour la neutralité, provoqua un schisme. Une grande partie des Boers ne pouvaient supporter l'idée de se battre contre un pays, l'Allemagne, qui les avait soutenus durant la guerre des Boers. Alors que Louis Botha avait donné son accord pour envahir le Sud-Ouest africain allemand, Koos de la Rey se fit l'avocat de la neutralité, se déclarant opposé à ce que l'Afrique du Sud soit impliquée dans un conflit à moins qu'elle n'ait été directement attaquée. 
De la Rey était néanmoins partagé entre sa loyauté envers ses compagnons d'armes, qui avaient rejoint majoritairement le camp hostile à la guerre, et son sens du devoir. Le 15 septembre 1914, le général Beyers, commandant des forces armées, démissionna de son poste. Accompagné en voiture par Koos de la Rey, il se rendit à Potchefstroom où un autre général démissionnait également. À un barrage, la voiture fut prise sous les coups de feu de la police alors qu'elle ne s'arrêtait pas. De la Rey fut tué d'une balle en pleine tête. 
De nombreux Boers en conclurent à l'assassinat sur les ordres du gouvernement, alors que celui-ci justifia les tirs par la recherche active du gang Foster, bande de criminels alors en activité. Peu après ses funérailles, Christiaan De Wet, les généraux Beyers, Maritz et Kemp en appelaient à l'insurrection mais l'armée resta fidèle au gouvernement. Les rebelles furent amnistiés deux ans plus tard par Botha.

## Regain d'intérêt inattendu
En 2006, Koos de la Rey devient le sujet d'une chanson d'un jeune chanteur de rock afrikaner, Bok van Blerk (alias Louis Pepler), qui lui vaut alors un double disque de platine. Le refrain sans équivoque appelle au retour du général boer en ces termes : « De la Rey, viendras-tu diriger les Boers ? Général, comme un seul homme nous nous rassemblons autour de toi ». La chanson était accompagnée d'un clip illustrant la guerre des Boers et les femmes et enfants emprisonnés dans les camps de concentration, attendant leur délivrance. 
Les réactions au tube musical De la Rey sont mitigées. Il y a ceux qui y voient une apologie de l'ère des Afrikaners alors que d'autres se disent surpris par la profondeur des paroles. Le quotidien The Citizen reconnaît notamment que cette chanson a un impact important sur la communauté afrikaner en pleine recomposition de son identité. 
Lors d'un concert donné par Bok van Blerk au stade Loftus Verveld de Pretoria en 2006, plus de 22 000 spectateurs reprirent le refrain aux côtés du jeune chanteur afrikaner comme s'il s'agissait d'un nouvel hymne national[réf. nécessaire].